# Розалінда Бенгельсдорф
Розалінда Бенгельсдорф (англ. Rosalind Bengelsdorf, (30 квітня 1916 , Нью-Йорк, Нью-Йорк  — 10 лютого 1979 )) — американська художниця, мистецтвознавець та педагог. Відома як Розалінда Бенгельсдорф Браун та Розалінда Браун.

## Життєпис
Розалінда Бенгельсдорф народилася 30 квітня 1916 року в Нью-Йорку, штат Нью-Йорк (США).
Підлітком, у 1930—1934 роках, навчалася в Лізі студентів-художників Нью-Йорка з Джоном Стюартом Каррі, Рафаелем Соєром, Енн Голдтвейт та Джорджем Бріджменом. У 1935 році вона приєдналася до майстерні художника Ганса Гофмана. У неї зростало переконання, що площина зображення — це «жива реальність» форм, енергій та кольорів. Через цю віру Гофман став їй наставником за відданість живопису як самостійного об'єкту. Як і Гофман, вона вважала, що «форми, що становлять картину надалі, є нічим іншим, як картиною». За його підтримки Розалінда Бенгельсдорф почала об'єднувати ідею про те, що простір наповнений «незліченними нескінченно малими підрозділами», які перетворилися на вібруючу взаємодію елементів у її роботі. Вона відчувала, що художник-абстракціоніст спостерігає за світом і природою, розриваючи їх на частини і збираючи наново унікальним способом.
У 1936 році Розалінда почала працювати художником-монументалістом Федерального художнього проєкту WPA разом з Бургойном Діллером у Центральному будинку для людей похилого віку на острові Рузвельта. Фреска під назвою «Абстракція» (зараз знищена) врівноважує прості геометричні форми за рахунок положення та кольору.
Бенгельсдорф вийшла заміж за художника Байрона Брауна у 1940 році. Подружжя погодилося, що у сім'ї має бути лише «один художник», тому Бенгельсдорф перестала малювати і продовжила викладати та займатися літературною творчістю. Вона відновила малювання після смерті чоловіка в 1961 році.
Засновниця організації American Abstract Artists Бенгельсдорф відстоювала інтереси абстрактного мистецтва протягом усієї своєї кар'єри.

## Колекції
Документи Розалінди Бенгельсдорф Браун та усне історичне інтерв'ю 1968 року знаходяться в Архівах американського мистецтва. Її роботи включені до колекції Музею американського мистецтва Вітні, Метрополітен-музею в Нью-Йорку, Національної галереї мистецтв у Вашингтоні, Музею сучасного мистецтва в Нью-Йорку та Смітсонівського музею американського мистецтва.